# United Productions of America
La United Productions of America, meglio conosciuto come UPA, era uno studio d'animazione nato nel 1940; le sue produzioni più famose furono le serie animante di Mr. Magoo e di Dick Tracy.

## Storia
Lo studio venne fondato a seguito dello sciopero degli animatori Disney del 1941, che provocò l'esodo di una serie di tecnici e animatori dalla Walt Disney.
Alla fine degli anni quaranta L'UPA produsse numerosi cortometraggi d'animazione teatrali per la Columbia Pictures, in particolare la serie Mr. Magoo e la serie a cartoni animati di Dick Tracy. Le serie erano caratterizzate da un disegno piatto e bidimensionale, le sagome allungate e spigolose, e gli sfondi non realistici. Mr. Magoo fu la creazione U.P.A. ad avere maggior successo, e l'unico serial realizzato dalla U.P.A.; lontano dai canoni Disney, Magoo era adulto, scontroso, sgraziato nel disegno e negli sfondi.
L'UPA ebbe un impatto significativo sullo stile di animazione, il contenuto, e la tecnica, e le sue innovazioni vennero riconosciute e adottate dagli altri studi di animazione più importanti e registi indipendenti di tutto il mondo. L'UPA sperimentò la tecnica d'animazione limitata, e sebbene questo stile di animazione venne usato nel corso degli anni 1960 e 1970 come misura di riduzione dei costi, essa era originariamente prevista come alternativa stilistica alla tendenza in crescita (in particolare della Disney) di ricreare il realismo cinematografico nei film d'animazione.
L'UPA ha smesso di produrre cartoni teatrali nel 1959, continuando a produrre serie televisive ma lo studio d'animazione ha chiuso definitivamente nel 1964 e vendette la biblioteca UPA di cartoni animati, anche se conservò le licenze e i copyrights su Mr. Magoo, Gerald McBoing Boing e altri personaggi UPA.
Le licenze e la bilblioteca UPA sono state utilizzate da molti altri studios tipo la Columbia Pitcures, la DePatie-Freleng Enterprise e la Toho Studios.
Il cuore rivelatore, tratto da una novella di Edgar Allan Poe, rappresentò una novità in quanto il film era un horror dalle atmosfere cupe, primo esempio di questo genere in animazione.

## Filmografia

### Cortometraggi
1948:
- Robin Hoodlum – Academy Award Nominato

1949:
- The Magic Fluke – Academy Award Nominato
- The Ragtime Bear

1950:
- Punchy DeLeon
- Spellbound Hound
- The Miner's Daughter
- Giddyap
- Trouble Indemnity – Academy Award Nominato
- The Popcorn Story
- Bungled Bungalow

1951:
- Gerald McBoing Boing – Academy Award Vincitore
- The Family Circus
- Barefaced Flatfoot
- Georgie and the Dragon
- Fuddy Duddy Buddy
- Wonder Gloves
- Grizzly Golfer

1952:
- The Oompahs
- Sloppy Jalopy
- Rooty Toot Toot – Academy Award Nominato
- The Dog Snatcher
- Willie the Kid
- Pink and Blue Blues – Academy Award Nominato
- Pete Hothead
- Hotsy Footsy
- Madeline – Academy Award Nominato
- Captains Outrageous

1953:
- Little Boy with a Big Horn
- The Emperor's New Clothes
- Safety Spin
- Christopher Crumpet – Academy Award Nominato
- The Gerald McBoing Boing Symphony
- Howdy Doody and His Magic Hat
- Magoo's Masterpiece
- The Unicorn in the Garden (basato sul racconto di James Thurber) Archiviato il 19 luglio 2012 in Archive.is.
- Magoo Slept Here
- The Tell-Tale Heart – Academy Award Nominato

1954:
- Bringing Up Mother
- Ballet-Oop
- Magoo Goes Skiing
- The Man on the Flying Trapeze
- Fudget's Budget
- Kangaroo Courting
- How Now Boing Boing
- Destination Magoo
- Pump Trouble

1955:
- When Magoo Flew – Academy Award Vincitore
- Spare the Child
- Four Wheels and No Brake
- Magoo's Check-Up
- Baby Boogie
- Magoo's Express
- Madcap Magoo
- Christopher Crumpet's Playmate
- Stage Door Magoo
- Rise of Duton Lang
- Magoo Makes News
- The Invisible Moustache of Raoul Dufy

1956:
- Gerald McBoing Boing on Planet Moo – Academy Award Nominato
- Magoo's Canine Mutiny
- Magoo Goes West
- Calling Dr. Magoo
- The Jaywalker – Academy Award Nominato
- Magoo Beats the Heat
- Magoo's Puddle Jumper – Academy Award Vincitore
- Trailblazer Magoo
- Magoo's Problem Child
- Meet Mother Magoo

1957:
- Magoo Goes Overboard
- Matador Magoo
- Magoo Breaks Par
- Magoo's Glorious Fourth
- Magoo's Masquerade
- Magoo Saves the Bank
- Rockhound Magoo
- Magoo's Moose Hunt
- Magoo's Private War

1958:
- Trees and Jamaica Daddy – Academy Award Nominato
- The information machine - Scritto e diretto da Charles e Ray Eames e presentato all'Esposizione universale di Bruxelles
- Sailing and the Village Band
- Magoo's Young Manhood
- Scoutmaster Magoo
- The Explosive Mr. Magoo
- Magoo's Three-Point Landing
- Magoo's Cruise
- Love Comes to Magoo
- Spring and Saganaki
- Gumshoe Magoo

1959:
- Bwana Magoo
- Picnics Are Fun and Dino's Serenade
- Magoo's Homecoming
- Merry Minstrel Magoo
- Magoo's Lodge Brother
- Terror Faces Magoo

### Lungometraggi
- 1001 Arabian Nights (1959) (distribuito da Columbia Pictures)
- Musetta alla conquista di Parigi (1962) (distribuito da Warner Bros.)